# Zuheizer

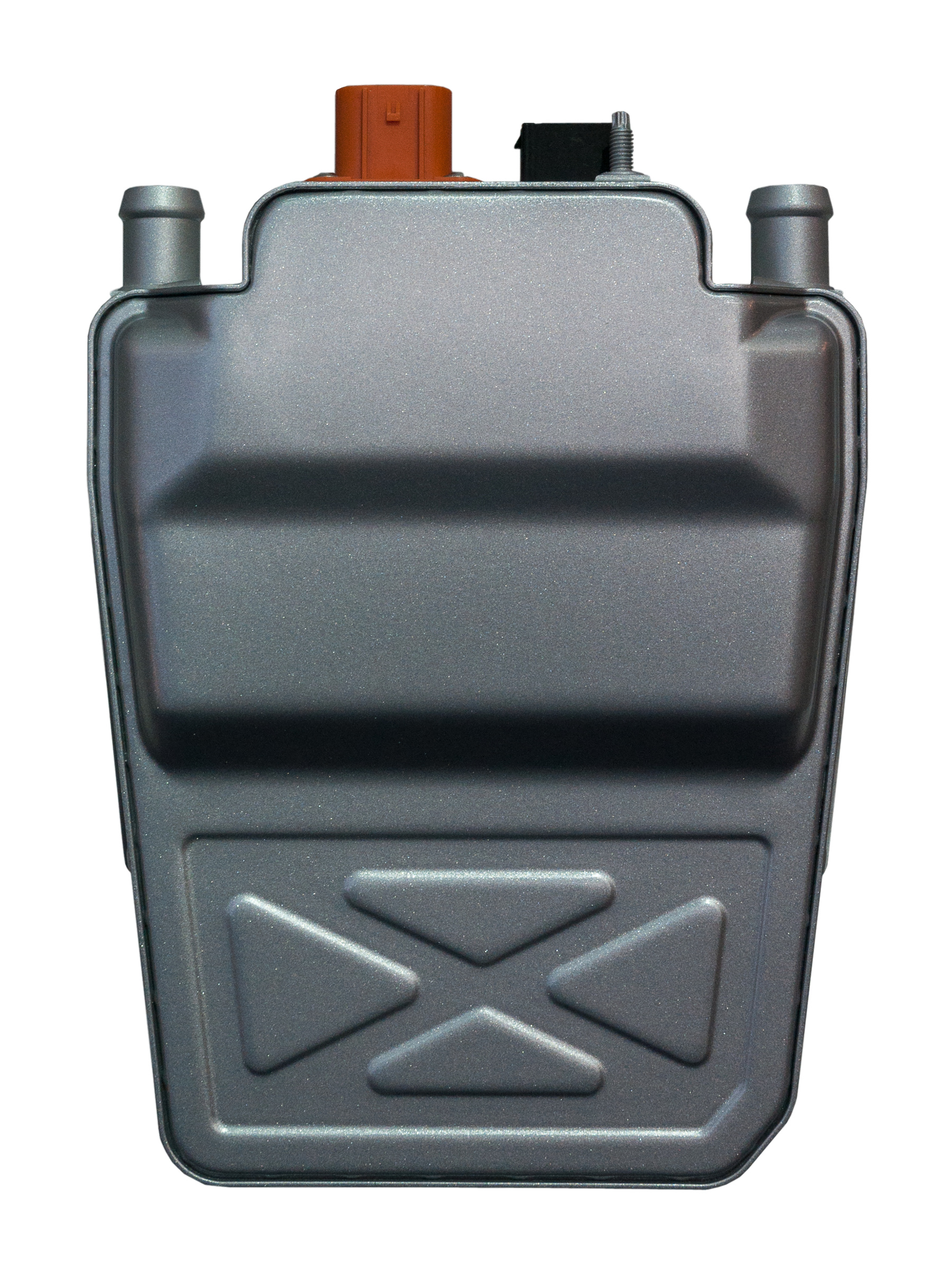
Hochvolt-Zuheizer mit Heizkern in Schicht-Technologie und regelbarer Leistung bis 5 kW.
Oben am Modul:
Hochvoltanschluss (orange),
Niedervoltanschluss (schwarz),
Schlauchanschlüsse (außen)

Ein Zuheizer ist ein Gerät in modernen Kraftfahrzeugen, welches in der Kaltstartphase von Fahrzeugen mit Verbrennungsmotor den Innenraum oder den Motor und das Getriebe zusätzlich erwärmen kann. In Elektroautos und Hybridelektrokraftfahrzeugen muss die Heizenergie für den Innenraum durch Zuheizer zur Verfügung gestellt werden, da beim effizienten Elektroantrieb keine oder nur sehr wenig nutzbare Abwärme anfällt.

## Notwendigkeit beim Verbrennungsmotor
Die Entwicklung effizienterer Verbrennungsmotoren führt zu geringeren Energiemengen, die zur Aufheizung des Fahrgastraumes zur Verfügung stehen. Vor allem bei Dieselautos führt das anfängliche Wärmedefizit zu einer deutlich längeren Aufheizphase. Dieselmotoren besitzen einen höheren Wirkungsgrad als Ottomotoren, dadurch fällt so wenig nutzbare Abwärme an, dass eine ausreichende Fahrzeugbeheizung beim Betrieb an kalten Tagen nur durch Zusatzkomponenten – den Zuheizer möglich ist.
Durch die strengeren Abgasnormen muss der Motor möglichst schnell seine optimale Betriebstemperatur erreichen. Auch dafür werden Zuheizer eingesetzt.

## Bauarten

### Direkte elektrische PTC-Zuheizer
Elektrische Zuheizer für den Innenraum werden als PTC-Heizelemente direkt in den Zuluftleitungen nach dem Wasserwärmetauscher, nahe der Luftausströmer montiert. Sie erwärmen sofort die beim Kaltstart ins Wageninnere einströmende Kaltluft und regeln sich nach Erreichen der Solltemperatur selbständig zurück. Sie eignen sich zur Enteisung von Frontscheiben und werden auch zur Temperierung der Innenräume, neben PKW auch für LKW-Fahrerkabinen, eingesetzt. Zuschaltung und Heizleistung werden von einer elektronischen Schaltung kontrolliert und der Abgabeleistung der Lichtmaschine angepasst. Die zum Betrieb notwendige elektrische Energie wird aus der Starterbatterie mit 12 Volt oder 24 Volt entnommen oder stammt direkt von der Lichtmaschine. Diese muss mit zusätzlichem Kraftstoffverbrauch durch den Verbrennungsmotor die elektrische Energie bereitstellen. Die Fahrzeuge müssen daher eine besonders leistungsstarke elektrische Anlage besitzen. Eine Umrüstung zu einer Standheizung ist nicht möglich.
Bei PTC-Zuheizern in Elektroautos und Hybridfahrzeugen kann die Energie der Traktionsbatterie entnommen werden. Durch die höhere Spannung gegenüber den Starterbatterien sind niedrigere Ströme und dadurch Kabel mit geringerem Querschnitt und Gewicht bei gleicher Leistung möglich. Auch kann eine Temperierung sowohl während des Aufladens, als auch im Stand erfolgen. Auch eine Steuerung der Heizung über Smartphone-App und Internet ist möglich.

### Elektrische Widerstands-Zuheizer
Elektrische Motorzuheizer erwärmen über Heizwiderstände, ähnlich einem Tauchsieder das Motorengehäuse, das Motorenöl oder das Kühlwasser und verkürzen dadurch die Kaltstartphase und beschleunigen so die Aufheizung des Innenraumes. Im Fahrbetrieb wird die Energie wie bei den PTC-Zuheizern durch die Lichtmaschine bereitgestellt.
Durch einen äußeren Stromanschluss besteht manchmal die Möglichkeit, auch im Stand vorzuwärmen. Diese Bauart im Kühlkreislauf, auch als „der skandinavische Weg“ bezeichnet, verhindert in nordischen Ländern ein Einfrieren oder extremes Auskühlen von abgestellten Kfz.

### Kraftstoffzuheizer
Technisch funktioniert ein Kraftstoffzuheizer wie eine Standheizung, allerdings arbeitet er nur bei laufendem Motor bzw. bei laufender Kühlmittel-Pumpe. In einer zusätzlichen Brennkammer wird eingespritzter Kraftstoff verbrannt und mit den erwärmten Verbrennungsgasen die Antriebseinheit direkt oder das Kühlwasser erwärmt. Manche dieser Zuheizer können abhängig vom Fahrzeugtyp mit relativ geringem Aufwand (z. B. einem Aufrüstkit) zu einer vollwertigen Standheizung umgerüstet werden.